# Leif Panduro
Leif Thormod Panduro (født 18. april 1923 på Frederiksberg, død 16. januar 1977 i Asserbo) var en af de mest populære danske forfattere og dramatikere i midten af det 20. århundrede.

## Opvækst
Leif Panduros forældre var Aage Petersen og Anne Johanne Petersen, født Panduro. Han blev døbt Leif Thormod Petersen, men kort tid efter hans fødsel blev forældrene skilt, og derefter antog han sammen med sin mor hendes fødenavn Panduro. Året efter skilsmissen blev hans mor Anne Johanne Panduro indlagt på statshospital, hvorefter Leif Panduro kom på børnehjem og senere i pleje hos sin morbror, Gregers Panduro, og dennes kone, "tante Risse", i Ringsted, hvor han fik et nært forhold til sin fætter Rudi, som han voksede op sammen med, mens han stod i stærk modsætning til morbroren og tanten, der oplevede ham som en vanskelig dreng. Panduro magtede aldrig at besøge sin mor på asylet, og gik heller ikke til hendes begravelse. Han var martret af skrækken for at have arvet hendes sindssygdom; hans morbror Gregers måtte følge to søstre til graven, først da den maniodepressive Jessica begik selvmord i 1949, derefter Anne Johanne, der skulle være død af dårligt hjerte efter 24 år på statshospitalet i Nykøbing F. Hun havde som ung været nervøs og overspændt, og da sønnen var seks år, blev hjemmet efter hendes endelige sammenbrud opløst. Hun blev dog altid glad for besøg af svigerinden "Risse" og dennes datter Hanne, fniste og fortalte sjofelheder, og proppede sig, når de tog hende med på konditori. Hun blandede navne, men råbte til en mand, hun en gang fik øje på i skoven: "Jeg har set dig, Aage Petersen!" Aage Petersen var Panduros far. Om sønnen, hun aldrig så, havde hun sine egne tanker, og da "Risse" fortalte hende, at han var blevet tandlæge, protesterede hun med, at han da var konditor i Aalborg. 

## Anden verdenskrig
Leif Panduro nåede lige at blive aktiv modstandsmand og ramt af et vådeskud på befrielsesdagen. Hans far var nazist og var året inden blevet likvideret af modstandsbevægelsen. Først året før sin død talte Panduro offentligt om likvideringen af sin far. I april 1976 gengav Jens Branner en serie samtaler om angst i Politiken, hvor Panduro fortalte: "Jeg kendte jo næsten ikke min biologiske far. Jeg så ham kun de gange, da jeg selv skulle hente underholdsbidraget hos ham inde i Frimurerlogen." Mod slutningen af krigen var Panduro leder af en af militærets ventegrupper og var bange for at gå hen på Blegdamsvej efter farens penge: "Man vidste jo aldrig, hvor de penge kom fra." Da far og søn en gang tog toget sammen til Glostrup, hvor faren boede med sin nye kone og to sønner, råbte Aage Petersen op om sabotørerne i toget: "De skulle skydes alle sammen!" De andre passagerer stirrede, og Panduro prøvede at dysse sin far ned. Senere bad han sin far om penge til at flygte til Sverige for og fik 500 kroner. I Sverige blev han kun i seks uger.
Dagen efter sin fars likvidering læste Panduro om drabet i et kort Ritzau-telegram i avisen: "Onsdag kl 8:30 blev cand.polit. Aage Petersen og fuldmægtig i Magistratens 2.afdeling, cand.jur. Vikelsø-Jensen, dræbt i Nørre Allé i Glostrup". Han arvede den jakke, faren havde haft på, da han blev skudt, og kaldte den "den med 9-mm-mølhullerne". Få måneder efter krigen så han for første gang fotografiet af sin døde far i Ernst Mentzes bog 5 Aar – Besættelsen i Billeder. I interviewet med Branner siger han: "Da er altså alt ved mig forkert? Men hvilken skyld havde jeg i, at min far var nazist?... Han hed Petersen og jeg Panduro. Men jeg levede altid med angst for, at det skulle blive opdaget. Til sidst havde jeg konstant skyldfølelse... Jeg havde skabt mit hemmelige rum, men udvendig blev man til en maske, stiv. Og har man fortrængt, da tør man ikke længere at leve med angstens mange ansigter."

## Karriere
Han blev tandlæge i 1947, men havde ikke held med faget og gik konkurs. Han var afholdt af patienterne, men kunne ikke finde ud af regnskaberne. I 1948 giftede han sig med Esther Larsen (1921-2011), som han mødte på tandlægeskolen, og som ligeledes blev tandlæge; de fik to sønner. Han var bosat i Sverige fra 1949 til 1956 og arbejdede som tandlæge dér.
Leif Panduro var i en periode tandlæge på Danmarksgades skole i Esbjerg.
Leif Panduro var halvbror til Ulrich Horst Petersen.

## Forfatterskab
Leif Panduro debuterede med Av, min guldtand i 1957, og året efter udkom Rend mig i traditionerne, som efterhånden kan regnes blandt klassikerne i dansk litteratur.
Hans bøger er ofte satiriske og samfundskritiske uden direkte at kritisere folk i al almindelighed. Panduro blev populær på de meget humoristiske personer og situationer, der konstant optrådte i hans bøger. Efter hans død udbrød Ghita Nørby: "Hvem skal nu fortælle os, hvem vi er?"
Ved siden af sine mange bøger skrev han også filmmanuskripter og tv-spil som Farvel Thomas fra 1968, Rundt om Selma fra 1971 og kriminalserien Ka' De li' østers?? fra (1967).
Leif Panduro modtog bl.a. Herman Bangs Mindelegat i 1966, De Gyldne Laurbær i 1970 og Det Danske Akademis Store Pris i 1971. Han blev i 1976 medlem af Det Danske Akademi.